# Gianluca Brugnami
Gianluca Brugnami, né le 12 août 1963 à Pérouse en Ombrie,, est un coureur cycliste italien. Professionnel à la fin des années 1980, il a participé à trois éditions du Tour d'Italie. Son meilleur résultat est une deuxième place sur une étape de la Semaine cycliste internationale en 1989.

## Palmarès

### Par année
- 1983
  - Giro del Montalbano
- 1986
  - Gran Premio Levane
  - 2e du Gran Premio di Diano Marina
  - 3e du Grand Prix de Poggiana
- 1990
  - Trophée Mario Zanchi
  - 2e du Gran Premio Pretola
- 1992
  - Grand Prix de la ville d'Empoli
- 1993
  - Cronoscalata della Futa
  - Gran Premio Pretola
  - Trofeo Salvatore Morucci
- 1994
  - Trophée Mario Zanchi

### Résultats sur les grands tours

#### Tour d'Italie
3 participations
- 1987 : 35e
- 1988 : abandon (16e étape)
- 1989 : 61e